# Paul Lamboy
Paul Lamboy (* 5. Dezember 1927 in Brandscheid; † 6. Mai 2000 in Montabaur) war ein deutscher Unternehmer und Politiker (CDU).

## Leben
Lamboy besuchte die Volksschule und die Handelsschule. Er machte eine Maurerlehre und legte 1947 die Gesellenprüfung und 1957 die Meisterprüfung ab. Ab 1957 war er selbstständiger Unternehmer im Bauhauptgewerbe.

## Politik
Ab 1964 gehörte er dem Gemeinderats Stockum-Püschen an und war ab 1972 dort Zweiter Beigeordneter.
1983 wurde er in den zehnten Landtag Rheinland-Pfalz gewählt, dem er zwei Wahlperioden lang bis 1991 angehörte. Im Landtag war er in der 10. Wahlperiode Mitglied im Ausschuss für Wirtschaft und Verkehr, Kulturpolitischer Ausschuss und im  Petitionsausschuss. In der 11. Wahlperiode war er stellvertretender Vorsitzender des Kulturpolitischen Ausschusses, Mitglied der Enquete-Kommission „Arbeit in der Industriegesellschaft“ und im Unterausschuss „Landesbauordnung“.
Daneben war er ab 1976 Kreishandwerksmeister, 1980 Vorstandsmitglied der Handwerkskammer, 1980 alternierender Vorsitzender des Verwaltungsausschusses des Arbeitsamts Montabaur sowie der Vertreterversammlung der Allgemeinen Ortskrankenkasse des Westerwaldkreises und Mitglied im Kuratorium der Fachhochschule Rheinland-Pfalz.
1996 wurde er mit dem Bundesverdienstkreuz am Bande ausgezeichnet.